# Список керівників держав 820 року
Список керівників держав 820 року — це перелік правителів країн світу 820 року
Список керівників держав 819 року — 820 рік — Список керівників держав 821 року — Список керівників держав за роками

## Європа

### Британські острови:
- Шотландія:
  - Дал Ріада — Костянтин I, король (781—820); Енгус II (820-834)
  - Пікти — Костянтин I, король (789/790–820); Енгус II (820-834)
  - Стратклайд (Альт Клуїт) — Думнагуал ап Кінан, король (816–850)
- Вессекс — Егберт I, король (802–839)
- Думнонія — Гопкін ап Гернам, король (810–830)
- Ессекс — Сигеред, король (798–827)
- Кент — Кенвульф, король (807–821)
- Мерсія — Кенвульф, король (796–821)
- Нортумбрія — Енред, король (810–841/841)
- Східна Англія — під владою Мерсії (798–827)
- Уельс:
  - Бріхейніог — Теудр ап Гріфід, король (805–840)
  - Гвент — Ітел IV ап Атруіс, король (810–848)
  - Королівство Повіс — Кінген ап Каделл, король (808–855)
  - Гвінед — Хівел ап Родрі, король (814–825)
  - Глівісінг — Артвайл Старий, король (785–825)
  - Сейсіллуг — Гугон ап Меуріг, король (808–871)

### Північна Європа
- Швеція —
- Данія — Горік I Старий, конунґ (813—826)
- Ірландія — Конхобар мак Доннхада, верховний король (819–833)
- Норвегія:
  - Вестфольд — конунг

### Імперія Каролінгів
Людовик I Благочестивий — імператор Заходу (814–840)

Лотар I — король Італії, Лотарингії та Імператор Заходу з 840-го по 855-й рік
- Аквітанія — Піпін I, король (814–838)
  - Ампуріас — Госельм, граф (817–832)
  - Барселона, Жирона — Бера, граф (801–820); Рампо, граф (820–825)
  - Герцогство Васконія — Аснар I Санше, герцог (820–836)
  - Каркассон — Гіслафред, граф (810–821)
  - Конфлан і Разес — Гільємунд, граф (814–827)
  - Памплона — Іньїго Ариста, граф (816–824)
  - Руерг — Фулькоальд, граф (815 — бл. 840)
  - Руссільйон — Госельм, граф (бл. 801–832)
  - Тулуза — Беренгер I Мудрий, маркграф (814–835)
  - Уржель і Сарданья — Боррель, граф (798 — бл. 820); Аснар I Галіндес, граф (бл. 820 — бл. 832)
- Нант — Ламберт I, граф (818–831)
- Графство Овернь — Гверін II, граф (бл. 819–839)
- Септиманія — Лейбульф, герцог (816–828)
- Отен — Тьєррі II, граф (815–821)
- Пуатье — Бернар I, граф (бл. 815 — бл. 828)
- Труа — Адельрам I, граф (820–852)
- Шалон — Гверін II, граф (бл. 819 — бл. 853)

### Німеччина
- Графство Ааргау — граф
- Баварія — Людовик II Німецький, король (817–843)
- Єпископство Вормс — Бернхар I, єпископ (793–826)
- Архієпископство Майнц — Хайстульф I, архієпископ (813–825)
- Єпископство Пассау — Регінхар I, єпископ (818–838)
- Єпископство Регенсбург — Бадеріх I, єпископ (817–848)
- Сакси — Вігебарт I, вождь (807–825)
- Єпископство Трір — Хетто I, єпископ (814–847)
- Єпископство Фульда — Ейгіль I, єпископ (817–822)

### ЦентральнатаСхідна Європа
- Перше Болгарське царство — Омуртаг, хан (814–831)
- Литва (Лютичі) — Любий, князь (бл.810–830)
- Сербія — Радослав Вишеславич, князь (814–822)
- Словенія (Карантанія) — у 788–820 була васальним князівством Франкської держави
- Паннонська Хорватія — Людевіт Посавський, герцог (810–823)
- Приморська Хорватія — Борна, князь (бл. 810–821)
- Хозарський каганат — Манасія I, бек-мелех (810/815—825)

### Іспанія
- Кордовський емірат — Аль-Хакам I, емір (796–822)
- Астурія — Альфонсо II Цнотливий, король (791–842)

### Італія
- Венеціанська республіка — Анджело Партичипаціо, дож (810–827)
- Князівство Беневентське — Сіко, князь (817–832)
- Герцогство Сполетське — Вінігіз, герцог (789–822)
- Герцогство Фріульське — Балдрік, герцог (819–827)
- Неаполітанський дукат — Феоктист, дука (бл. 818 — бл.821)
- Папська держава — Пасхалій I, папа римський (817–824)

### Візантійська імперія
Візантійська імперія — імператор Лев V Вірменин (813–820);
Михаїл II Травл, імператор (820–829)

## Азія

### Західна Азія
- Аббасидський халіфат — Абдуллах аль-Мамун, халіф (813–833)
- Кавказ:
  - Абхазьке царство — Леон II, цар (778–828)
  - Васпуракан — Амазасп (798–826)
  - Вірменський емірат — ішхан Ашот IV Мсакер (790–826); остікан
  - Кавказька Албанія — Міхраніди під владою халіфату
  - Тао-Кларджеті  — Ашот I Куропалат (809–826)
  - Кахетія — Грігол, еріставі-хорєпископ (786–827)
  - Сюні — Саак, нахарар (бл. 810–832)

### Центральна Азія
- Персія:
  - Табаристан — Шахріяр I, іспахбад (797–825)
- Середня Азія:
  - Киргизький каганат — каган Ажо (820-840)
  - Самарканд (династія Саманідів) -Нух ібн Асад, емір (819–842)
  - Хорезм (династія Афрігідів) — Туркасабас, шах(780–820)
  - Уйгурський каганат — Бо-і-хан (Лі Сяочен), каган (808–821)

### Південна Азія
- Індія:
  - Малава — Вайрісімха (Vairisimha) I (818–843)
  - Венгі— Східні Чалук'я — Віджаядітья II, махараджа (808–847)
  - Гуджара-Пратіхари — Нагабхата II, махараджахіраджа (800–833)
  - Західні Ганги — Рачамалла I, махараджа (816–843)
  - Імперія Пала — Девапала, махараджа (810–850)
  - Династія Паллавів — Дантіварман, махараджахіраджа (775–825)
  - Держава Пандья — Шрімара Шріваллабха, раджа (815–862)
  - Раштракути — Амогхаварша I, махараджахіраджа (814–878)
  - Держава Чера — Стханураві Гупта, раджа (бл.800-820)
- Острів Шрі-Ланка:
  - Сингаладвіпа — Даппула II, раджа (815–831)

### Південно-Східна Азія
- Кхмерська імперія — Джаяварман II, раджа (802–850)
- Бан Пха Лао — Лао Сао, раджа (804–843)
- Мианг Сва — Кнун Кан Ханг, раджа (бл. 800–820)
- Наньчжао — Цзин-хуанді (Мен Цюаньлішен), ван (816–823)
- Паган — Сокхінхні (Сохкінхніт), король (802–829)
- Чампа — Харіварман I, князь (бл. 803 — бл. 820); Вікрантаварман III (бл. 820 — бл. 854)
- Індонезія:
  - Матарам — Самаратунгга, шрі-махараджа (819–838)
  - Імперія Шривіджая — Самаратунг, гамахараджа (792–835)
  - Сунда — Прабу Гайях Кулон, король (819–891)

### Східна Азія
- Японія — Саґа, імператор (809–823)
- Китай, Династія Тан — Сянь-цзун, імператор (805–820)
- Бохай — Да Женьсю (Сюань-ван), ван (818–831)
- Тибет — Ралпачан, цемпо (бл. 815/817 — бл. 841)
- Корея:
  - Сілла — Хондок, ван (809–826)

## Африка
- Аксум — Дан'ель, негус (бл. 790–825)
- Аудагаст — Тілутан, емір (бл. 800–837)
- Імперія Гао — дья Айам Занка (бл. 800–830)
- Іфрикія — Абу Мухаммад Зіядаталлах ібн Ібрагім, емір (817–838)
- Ідрісиди Марокко — Ідріс II ібн Ідріс аль-Сахір, халіф (803–828)
- Некор — Саліх II ібн Саїд, емір (803–864)
- Нефуса — Абу-ль-Хасан Аййуб, імам (бл. 820)
- Рустаміди (Ібадити) — Абд аль-Ваххаб ібн Абд ар-Рахман, імам (787–823)

## Америка
- Цивілізація Майя:
  - Караколь — Кініч-Тобіль-Йоат, цар (810–830)
  - Копан — Укіт-Ток, цар
  - Куаутітлан  — Уактлі I, цар (бл. 804–866)
  - Кулуакан — Ноноуалькатль I, цар (767–845)
  - Тікаль — Нун-Холь-Чак II, цар (бл. 810–820)
- Тольтеки — цар